# مواد مخدر (فیلم)
مواد مخدر (انگلیسی: Narcotics) یک فیلم است که در سال ۱۹۳۲ منتشر شد.